# 키카푸인
키카푸인(Kickapoo people)은 알곤킨 언어 계열의 미국 인디언 부족의 하나이다. 이 민족은 웅장한 이주의 역사를 가지는데, 본래 오대호 지역의 남부에서 기원했으나 오늘날에는 미국 남부의 캔자스주, 오클라호마주, 텍사스주에 주로 살고 있으며, 일부는 멕시코 북부에 거주한다.
키카푸라는 말은 아니시나베어와 키카푸어로 ‘여기저기 서 있다’를 의미한다. 이것은 그들이 자주 이주를 했던 전통에서 비롯된 이름이었을 것이다. 이 이름은 또한 ‘방랑자’라는 의미도 될 수 있다.

## 역사

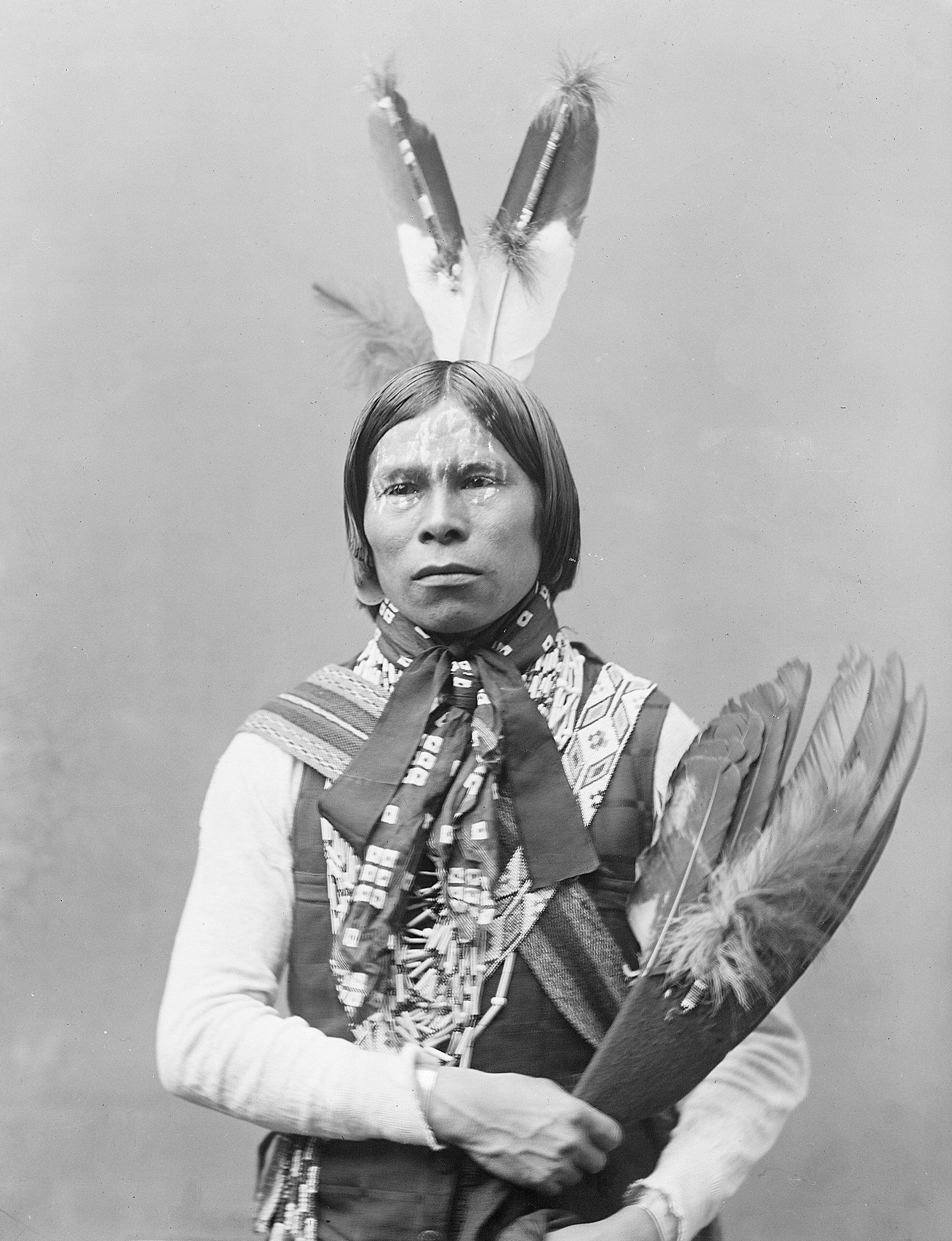
키카푸: 베이브 쉬킷, 1900년경 오클라호마에서 온 추장 특사

키카푸는 원래 오대호 주변의 미시간 지역에 있었다. 소크족(Sauk) 및 폭스족(Fox)과 공통의 기원을 가진다. 1640년대에서 키카푸와 이로쿼이 족 간의 분쟁으로 부족이 서쪽 위스콘신주 지역으로 쫓겨났다. 1700년대에 부족은 남쪽으로 이동했고, 1770년경에는 와바시강 유역과 일리노이 중부 대부분 지역에 다시 정착하여, 그곳에서 그들은 인근의 부족보다 우위에 섰으며, 프랑스의 지원을 받아 한때 동맹을 맺은 폭스족 일파를 전멸시켰다.
백인 식민지 개척민들의 압력 하에서 부족은 3개의 큰 파벌로 나뉘었다. 첫째는 남쪽으로 이동하여 동화되거나 분쟁보다는 후퇴하여 그곳에서 저항을 했다. 두 번째 무리는 와바시 지역에 머물면서, 테쿰세나 블랙 호크 (소크족)가 이끈 인디언 저항 운동에 참여했다. 이러한 반발세력들은 1820년과 1834년에 미주리주로 밀려나게 된다. 키카푸의 예언자 켄네쿡이 이끄는 세 번째 집단은 침략에 평온하게 저항했지만, 결국 캔자스주 동부 일대의 땅을 양도했다. 이 키카푸 무리는 다수의 포타와토미족에 흡수되었다. 미주리로 이동한 키카푸는 종종 오세이지 족이나 다른 부족과 분쟁을 일으켰다. 이에 따라 많은 사람들의 불만이 증가하였고 무리는 점진적으로 분산되었다.
많은 부족민들이 오클라호마로 이동했고, 나머지는 멕시코령 텍사스 남서부 무리에 섞여서 실질적으로 미주리를 버리게 되었다. 미국 멕시코 전쟁 이후 텍사스 키카푸 더 붕괴되어 멕시코 코아우일라로 이주했던 사람, 텍사스 이글 패스(Eagle Pass)에 남게 된 사람으로 나뉜다. 약 1850년경, 오클라호마와 캔자스에서 코아우일라에 큰 이주가 있었다. 1857년과 1863년, 많은 키카푸가 멕시코로 이주했다. 1870년대 후반 멕시코의 국경의 습격으로, 미국은 멕시코 송환 정책을 내세워 처음에는 평화적으로 진행됐지만 점차 무력을 행사했다. 이렇게 하여 키카푸는 코아우일라, 이글 패스, 애리조나, 오클라호마, 캔자스로 흩어져 버렸다.

## 현재
현재 미국에는 캔자스 키카푸(the Kickapoo of Kansas), 오클라호마 키카푸(the Kickapoo of Oklahoma), 텍사스 키카푸 전통 부족(the Kickapoo Traditional Tribe of Texas)의 세 가지 공인된 부족이 남아 있다. 멕시코의 코아 우일라에 또 하나의 집단이 있고, 애리조나에도 현재 연방 정부의 인정을 요구하는 큰 집단이 있다. 또한 미국 서부 전역에 걸쳐 작은 집단이 살고 있으며, 약 3,000여명의 사람들이 키카푸 부족의 일원이라고 주장하고 있다. 텍사스 키카푸 전통 부족과 코아우일라에 사는 집단의 존재는 공인을 받지 못했다. 1983년에 처음으로 인정된 때는, 코아우일라 집단은 아예 무시되었다. 오늘, 텍사스 집단은 이글 패스에 럭키 이글 (Lucky Eagle) 카지노를 소유하며 경영하고 있다.
250년에 걸친 백인 동화 정책과 학살 이후에도 현재 키카푸는 남아 있다. 오클라호마, 텍사스, 그리고 코아우일라 집단은 가장 보수적이고 전통적인 살아남은 인디언 민족으로 간주되고 있다. 또한 키카푸는 동부 오대호 지역 출신의 몇 안되는 공인된 부족이다. 피오리아(Peoria), 마스코우팅(Mascoutin), 일리노이(Illinois), 그리고 기타의 옛 인접한 부족은 모두 흡수되거나 멸족 당했다. 키카푸가 살아남은 것은 그들의 특징의 증거이기도 하다.

## 보호구역

### 캔자스
키카푸 보호구역은 국가의 북동부, 브라운 카운티, 잭슨 카운티, 애치슨 카운티에 위치한다. 2000년 인구 조사에서는 토지의 총 면적은 612.203 km ² (236.373 평방 마일)에서 거주 인구는 4,419 명. 보호구역의 최대의 커뮤니티는 호튼 시에 있다.

### 텍사스
텍사스 키카푸 보호구역은 매버릭 카운티 서부, 멕시코 국경의 리오그란데강 유역에 있다. 이글 패스시의 바로 남쪽에서 로지타 사우스 지역 사회의 일부이다. 2000년 인구 조사에서는 보호구역의 총 면적은 0.4799 km ² (118.6 에이커)에서 거주 인구는 420명이다.

## 같이 보기
- 마스코우텐족